# Зародов Костянтин Іванович
Костянтин Іванович Зародов (нар. 1 листопада 1920, село Слобода Вологодської губернії, тепер Вологодської області, Російська Федерація — 16 квітня 1982, місто Москва) — радянський журналіст, головний редактор газети «Советская Россия», шеф-редактор журналу «Проблемы мира и социализма», 1-й секретар Вологодського обласного комітету ВЛКСМ. Кандидат у члени ЦК КПРС у 1966—1982 роках. Депутат Верховної ради РРФСР 6—7-го скликань. Доктор історичних наук (1970), професор (1981).

## Життєпис
У 1939 році закінчив Вологодський технікум шляхів сполучення.
У 1939 році — інструктор політичного відділу по комсомолу Північної залізниці.
У 1939—1946 роках служив на Військово-морському флоті СРСР: з 1939 року — моряк, з 1941 року — морський піхотинець, комсомольський організатор десантного загону 12-ї бригади морської піхоти. Учасник німецько-радянської війни. Служив на Заполяр'ї, був учасником десантних операцій Північного флоту.
Член ВКП(б) з 1940 року.
У 1946—1947 роках — 1-й секретар Вологодського міського комітету ВЛКСМ.
У 1947—1950 роках — 1-й секретар Вологодського обласного комітету ВЛКСМ.
У 1950—1951 роках — член редакційної колегії, редактор відділу газети «Комсомольская правда».
У 1951 році закінчив заочно Вищу партійну школу при ЦК ВКП(б).
У 1951—1954 роках — слухач Академії суспільних наук при ЦК КПРС.
У 1954—1956 роках — у редакції газети «За прочный мир, за народную демократию!»
У 1956—1961 роках — в апараті ЦК КПРС.
У 1961—1965 роках — головний редактор газети «Советская Россия».
У жовтні 1965 — липні 1968 року — 1-й заступник головного редактора газети «Правда».
У липні 1968 — 16 квітня 1982 року — шеф-редактор журналу «Проблемы мира и социализма» (Прага, Чехословаччина).
Помер після важкої хвороби 16 квітня 1982 року. Похований в Москві на Новодівочому цвинтарі.

## Основні праці
- «Ленінська газета «Пролетар» (1905 р)» (1955)
- «Ленінська теорія переростання буржуазно-демократичної революції в революцію соціалістичну» (1956)
- «Про своєрідність форм переходу різних країн до соціалізму» (1956)
- «Як йде світовий революційний процес» (1964)
- «Три революції в Росії і наш час» (1975)

## Нагороди і звання
- орден Леніна (4.05.1962)
- орден Жовтневої Революції (13.09.1978)
- два ордени Трудового Червоного Прапора (28.10.1948; 30.10.1970)
- орден Червоної Зірки
- медалі
- Заслужений діяч науки РРФСР (1980)